# ژورنال مطالعات اورشلیم درباره زبان عربی و اسلام
مطالعات اورشلیم دربارهٔ زبان عربی و اسلام یک مجله آکادمیک است که مطالعه اسلام سنتی، اندیشه دینی اسلام، زبان و ادبیات عربی، ریشه نهادهای اسلامی و تعامل بین اسلام و تمدن‌های دیگر را در بر می‌گیرد. این ژورنال توسط بنیاد یادبود ماکس شلوسینگر در مؤسسهٔ مطالعات آسیایی و آفریقایی(دانشگاه عبری اورشلیم) منتشر شده‌است. این بنیاد طبق وصیت ماکس و میریام اس. شلوسینگر برای تسهیل انتشار متون عربی و همچنین مطالعات مربوط به اسلام، زبان و ادبیات عرب و تاریخ خاورمیانه تأسیس شد.
این مجله در سال ۱۹۷۹ به سردبیری ام.جی. کیستر تأسیس شد. از سال ۱۹۹۳ سردبیر آن یوهانان فریدمن است. این مجله سالانه منتشر می‌شود، اما گاهی دو جلد در یک سال منتشر می‌شود.